# Paradise Has NO BORDER
『Paradise Has NO BORDER』（パラダイス・ハズ・ノー・ボーダー）は、2017年3月8日、cutting edgeから発売された東京スカパラダイスオーケストラの20作目のオリジナル・アルバム。

## 概要
- 前作『SKA ME FOREVER』の発売後に、ベスト・アルバムとライブ・アルバムを挟んで2年7か月ぶりとなる待望の新作。
- CD+Blu-rayの初回限定盤[1]、CD+2DVDの初回限定盤[2]、CDのみの通常盤、[3]3形態で発売。
- 特典DVD・Blu-rayは「Girl On Saxophone X」のMusic Video・メイキング映像、2016年敢行ライブハウスツアー"Paradise Has No Border"ライブ映像とドキュメンタリー収録。

## 収録曲

### CD
- 全編曲：東京スカパラダイスオーケストラ

1. Skankin’Rollin’
  - 作曲：沖祐市
2. Routine Melodies Reprise
  - 作詞・作曲：谷中敦
  - 「Routine Melodies」(『PARADISE BLUE』収録)のリアレンジ
3. 爆音ラヴソング feat.尾崎世界観（クリープハイプ）
  - 作詞：谷中敦・尾崎世界観、作曲：沖祐市
4. Believer
  - 作曲：川上つよし
  - CASIO「OCEANUS」CMソング
5. 天空橋
  - 作曲：NARGO
  - ベスト・アルバム『NO BORDER HITS 2025→2001 〜ベスト・オブ・東京スカパラダイスオーケストラ〜』にも収録された（ファンクラブ限定盤のみ）。
6. 嘘をつく唇 feat.片平里菜
  - 作詞：谷中敦、作曲：GAMO
7. Samurai Dreamers 〈サビレルナ和ヨ〉 feat.TAKUMA（10-FEET）
  - 作詞：谷中敦・TAKUMA、作曲：NARGO
8. Paradise Has No Border feat.さかなクン
  - 作曲：NARGO
  - 前半はスタジオバージョン。
  - 後半はさかなクンがバスサックスで参加した2016年4月14日のロームシアター京都でのライブ音源。
  - キリン「氷結」CMソング
  - ベスト・アルバム『TOKYO SKA TREASURES 〜ベスト・オブ・東京スカパラダイスオーケストラ〜』にも収録された。また、ベスト・アルバム『NO BORDER HITS 2025→2001 〜ベスト・オブ・東京スカパラダイスオーケストラ〜』には「Paradise Has No Border feat. NO BORDER ALL STARS」として収録された。
9. 道なき道、反骨の。 feat.Ken Yokoyama
  - 作詞：谷中敦 / 作曲：川上つよし
  - 映画『日本で一番悪い奴ら』主題歌
10. Girl On Saxophone X
  - 作曲：沖祐市
11. 遠い空、宇宙の果て。 feat.Ken Yokoyama
  - 作詞・作曲：谷中敦
12. めくったオレンジ feat.尾崎世界観（クリープハイプ）
  - 作詞：谷中敦・尾崎世界観、作曲:沖祐市
13. Prism
  - 作曲：沖祐市
  - NHK「東京2020 100の物語」テーマソング
14. さよならホテル feat.KenYokoyama
  - 作詞：谷中敦、作曲：川上つよし

## Blu-ray
1. Girl On Saxophone X （Video Clip）
2. Girl On Saxophone X （Making Clip）
3. 2016 Live House Tour"Paradise Has No Border"live documentary

## DVD VOL.1
1. Girl On Saxophone X （Video Clip）
2. Girl On Saxophone X （Making Clip）

## DVD VOL.2
1. 2016 Live House Tour"Paradise Has No Border"live documentary